# Podlesí (przystanek kolejowy)
Podlesí – przystanek kolejowy w Podlesí, w kraju ołomunieckim, w Czechach. Położony jest na linii kolejowej Dolní Lipka – Hanušovice. Znajduje się na wysokości 510 m n.p.m.
Na przystanku nie ma możliwości zakupu biletu, a obsługa podróżnych odbywa się w pociągu.

## Linie kolejowe
- 025 Dolní Lipka - Hanušovice